# Chorzew (gromada)
Chorzew – dawna gromada, czyli najmniejsza jednostka podziału terytorialnego Polskiej Rzeczypospolitej Ludowej w latach 1954–1972.
Gromady, z gromadzkimi radami narodowymi (GRN) jako organami władzy najniższego stopnia na wsi, funkcjonowały od reformy reorganizującej administrację wiejską przeprowadzonej jesienią 1954 do momentu ich zniesienia z dniem 1 stycznia 1973, tym samym wypierając organizację gminną w latach 1954–1972.
Gromadę Chorzew siedzibą GRN w Chorzewie utworzono – jako jedną z 8759 gromad na obszarze Polski – w powiecie wieluńskim w woj. łódzkim, na mocy uchwały nr 40/54 WRN w Łodzi z dnia 4 października 1954. W skład jednostki weszły obszary dotychczasowych gromad Chorzew, Chorzew kolonia, Tuchań, Podrwinów i Ławiana oraz kolonia Lipina z dotychczasowej gromady Lipina i wieś Tuszyn z dotychczasowej gromady Dylów Szlachecki ze zniesionej gminy Siemkowice w tymże powiecie. Dla gromady ustalono 16 członków gromadzkiej rady narodowej.
1 stycznia 1956 gromada weszła w skład nowo utworzonego powiatu pajęczańskiego w tymże województwie.
1 lipca 1968 gromadę zniesiono, a jej obszar włączono do gromady Siemkowice w tymże powiecie.